# North Conway (Nova Hampshire)

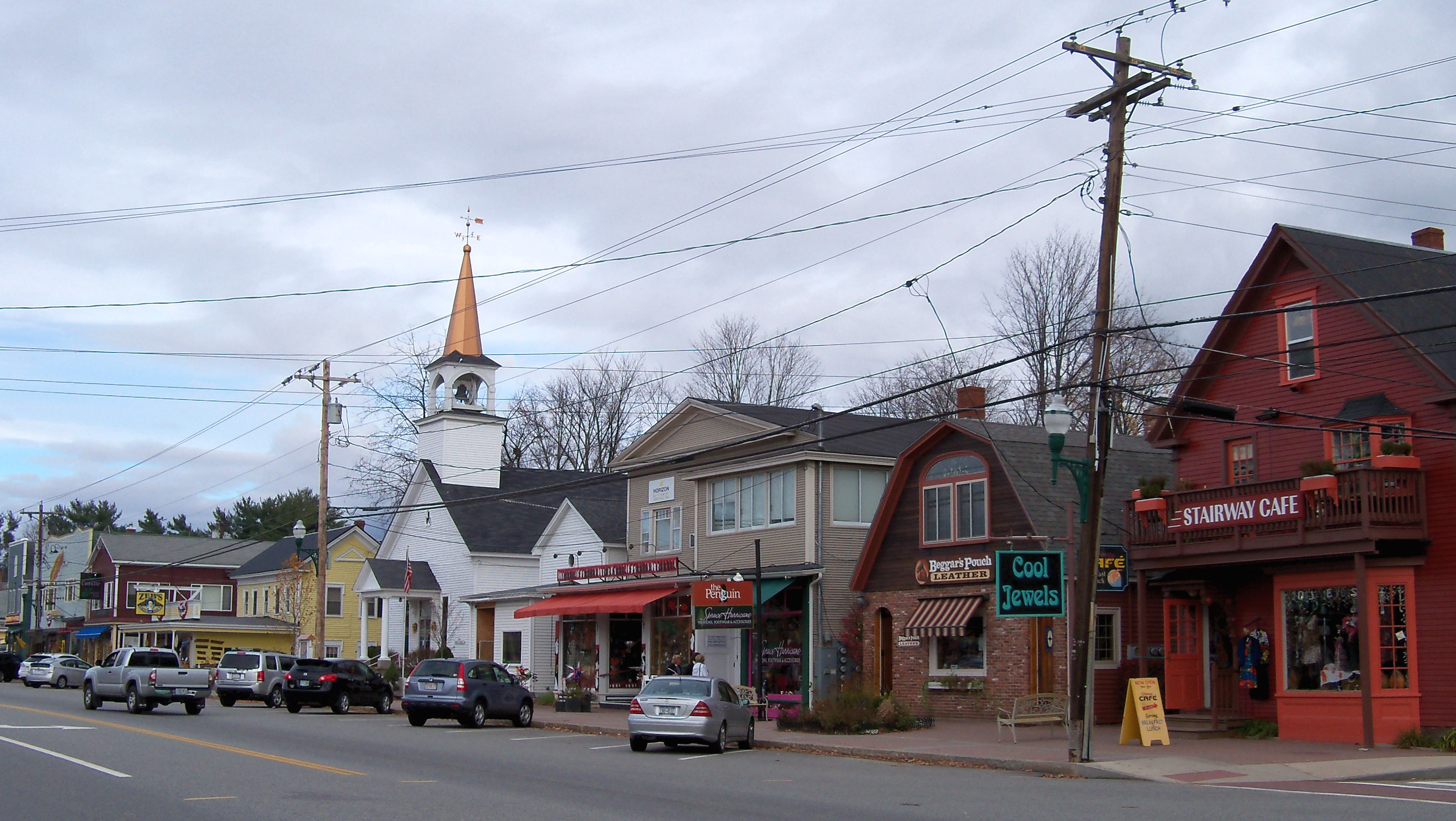
North Conway

North Conway é uma cidade do estado de Nova Hampshire, nos Estados Unidos. Com uma economia impulsionada pelo turismo local, North Conway recebe turistas de todas as partes dos Estados Unidos e Canadá, além de turistas de outras partes do mundo.

## Economia
Os setores de hotelaria e gastronomia oferecem oportunidades de trabalho para diversos estudantes de cursos superiores do mundo. No inverno de North Conway são os estudantes da América do Sul que povoam as ruas da cidade.
O hotel Eastern Slope Inn é um dos principais da região, e que além de hotel e motel em North Conway possuim também hotéis em outras cidades, como o Attitash Mountain Village em Bartlett.

## Turismo
A montanha Cranmore é uma dos destaques do Mount Washington Valley.
Na cidade ha um grande centro de compras do tipo outlet, o qual atrai milhares de visitantes nos finais de semana. A cidade também apresenta resorts de esqui, diversos hotéis e cabanas, além de locais para estacionamento de trailers . A cidade é frequentemente utilizada como base para quem deseja visitar a Presidential Range, a floresta nacional das montanhas brancas e o monte Washington.